# Макшеристаун (Пенсилванија)
Макшеристаун (енгл. McSherrystown) град је у америчкој савезној држави Пенсилванија.

## Демографија
По попису из 2010. године број становника је 3.038, што је 347 (12,9%) становника више него 2000. године.
| Група             | 2000.         | 2010.         |
| Белци             | 2.608 (96,9%) | 2.783 (91,6%) |
| Афроамериканци    | 14 (0,5%)     | 35 (1,2%)     |
| Азијати           | 5 (0,2%)      | 23 (0,8%)     |
| Хиспаноамериканци | 44 (1,6%)     | 160 (5,3%)    |
| Укупно            | 2.691         | 3.038         |